# Tucunduva
Tucunduva, amtlich portugiesisch Município de Tucunduva, ist eine Gemeinde in der Nordwestregion des brasilianischen Bundesstaates Rio Grande do Sul. Sie liegt nahe der Grenze zu Argentinien und gehört zu einem Gebiet der nationalen Sicherheit. Diese ist auch als Região das Missões (Region der Missionen) bekannt. Die Einwohnerzahl wurde zum 1. Juli 2021 auf 5612 Bewohner geschätzt, die Tucunduvenser (tucunduvenses) genannt werden und auf einer Gemeindefläche von rund 181,2 km² leben.
Städtespitznamen sind Hauptstadt der Landwirtschaftsmechanisierung und Land der Musiker, bekannt durch Música Gaúcha (música nativista).

## Geographie
Umliegende Gemeinden mit gemeinsamen Grenzen sind Novo Machado, Doutor Maurício Cardoso, Horizontina, Três de Maio, Santa Rosa und Tuparendi. Bis 1992 vor Gebietsänderungen hatte Tucunduva am Rio Uruguai eine direkte Flussgrenze zu Argentinien.
Das Biom ist gemischt aus Mata Atlântica und Pampa. Der Munizip liegt auf einer Höhe zwischen 210 und 223 Metern über Normalnull. Durch Neuberechnung der Gemeindefläche erhöhte sich diese von 180,80 km² (2010) auf 181,198 km² (2019).

### Klima
Die Gemeinde hat tropisches, gemäßigt warmes Klima, Cfa nach der Klimaklassifikation nach Köppen und Geiger. Die Durchschnittstemperatur ist 20,4 °C. Die durchschnittliche Niederschlagsmenge liegt bei 1748 mm im Jahr.

## Bevölkerungsentwicklung
| Jahr | Einwohner | Stadt | Land   |
| --- | --------- | ----- | ------ |
| 1960 | 14.020    | 1.674 | 12.346 |
| 1970 | 15.289    | 2.329 | 12.960 |
| 1980 | 13.864    | 3.772 | 10.092 |
| 1991 | 12.538    | 4.350 | 8.188  |
| 2000 | 6.305     | 3.847 | 2.458  |
| 2010 | 5.901     | 4.038 | 1.863  |
| 2021 | 5.612     | ?     | ?      |
| Hier fehlt eine Grafik, die leider im Moment aus technischen Gründen nicht angezeigt werden kann. Wir arbeiten daran! |           |       |        |

Quelle: IBGE (2011)
1992 wurde die neue Gemeinde Novo Machado aus Tucunduva ausgegliedert, wodurch sie einen großen Teil der Gemeindefläche verlor. In den folgenden zwei Jahrzehnten erfolgte eine Landflucht, insgesamt verkleinert sich die Bevölkerungszahl.

## Wirtschaft
In den 1970er und 1980er Jahren wurde begonnen, Sojabohnen anzubauen. Inzwischen machen Sojabohnenfelder rund 60 % der landwirtschaftlichen Anbaufläche aus.

## Durchschnittseinkommen und HDI
Das monatliche Durchschnittseinkommen betrug 2017 den Faktor 2,1 des brasilianischen Mindestlohns (Salário mínimo) von R$ 880,00 (umgerechnet für 2019: rund 418 €). Der Index der menschlichen Entwicklung (HDI) ist mit 0,747 für 2010 als hoch eingestuft. 
Das Bruttosozialprodukt pro Kopf betrug 2017 32.979 R$.

## Tourismus
Tucunduva ist Teil der Touristenstraßen Rota do Rio Uruguai und der Rota Yucumã.

## Söhne und Töchter der Gemeinde
- Vilson Santini (* 1947), Person des Rundfunks und Bundesabgeordneter für Paraná
- Elio Rama (* 1953), Bischof von Pinheiro